# 別列斯托克 (扎列希基區)
48°46′40″N 25°43′3″E / 48.77778°N 25.71750°E
別列斯托克（烏克蘭語：Бересток），是烏克蘭的村落，位於該國西部捷爾諾波爾州，由喬爾特基夫區負責管轄，始建於1906年，面積0.77平方公里，2001年人口223，人口密度每平方公里289.6人。